# Premier-Liha de 2014–15
O Premier-Liha de 2014–15 foi a 24.ª edição desde seu estabelecimento. A temporada começou no dia 25 de Julho com o Metallurg Donetsk enfrentando o Dnipro Dnipropetrovsk em Lviv. O Dynamo Kiev acabou se sagrando o campeão do campeonato, pela 14.ª vez em sua história.

## Equipes Participantes
Inicialmente, o Campeonato dessa temporada seria composto com 16 times, igualmente as últimas temporadas, porém o número foi reduzido a 14 times, devido a esses fatos:
- Devido a adesão da Crimeia ao território Russo em Março de 2014, as equipes SC Tavriya Simferopol e Sevastopol não puderam participar mais do Campeonato Ucraniano, deixando de existir e sendo incorporados ao futebol Russo com novos nomes.
- Arsenal Kyiv decidiu se retirar durante a temporada 2013/14.
- Apesar do PFC Oleksandria ter sido o Vice-Campeão da Segunda Divisão, e assim, ter garantido vaga na Primeira Divisão dessa temporada, o presidente da equipe se recusou a subir de divisão, devido a instabilidade no país e os custos de manutenção de um clube da Primeira Divisão.
- A única equipe que acabou subindo foi o Olimpik Donetsk.

| Time                  | Cidade         | Estádio                          | Capacidade    | Última temporada |
| --------------------- | -------------- | -------------------------------- | ------------- | ---------------- |
| Chornomorets Odessa   | Odessa         | Estádio Chernomorets             | 34.164        | 5º               |
| Dynamo Kyiv           | Kyiv           | Estádio Dínamo Lobanovsky        | 70.050        | 4º               |
| Dnipro Dnipropetrovsk | Dnipropetrovsk | Dnipro Arena                     | 31.003        | 2º               |
| Hoverla Uzhhorod      | Uzhhorod       | Avanhard Úzhgorod                | 12.000        | 12º              |
| Illichivets Mariupol  | Mariupol       | Illichivets Stadium              | 12.680        | 10º              |
| Karpaty Lviv          | Lviv           | Arena Lviv                       | 34.915        | 11º              |
| Metalist Kharkiv      | Carcóvia       | Estádio Metalist                 | 38.633        | 3º               |
| Metalurh Donetsk      | Donetsk Lviv   | Metalurh Stadium Arena Lviv      | 5.094 30.000  | 6º               |
| Metalurh Zaporizhya   | Zaporójia      | Slavutych Arena                  | 11.983        | 14º              |
| Olimpik Donetsk       | Donetsk Kyiv   | SK Olimpik Estádio Bannikov      | 3.000         | 1º (2ª divisão)  |
| Shakhtar Donetsk      | Donetsk Lviv   | Donbass Arena Arena Lviv         | 51.504 30.000 | 1º               |
| Volyn Lutsk           | Lutsk          | Avanhard Stadium                 | 12.080        | 13º              |
| Vorskla Poltava       | Poltava        | Estádio Oleksiy Butovsky Vorskla | 25.000        | 8º               |
| Zorya Luhansk         | Lugansk        | Avanhard Stadium                 | 22.320        | 7º               |

- Devido a uma Guerra Civil que acontece no Leste da Ucrânia, os três times de Donetsk (Metalurh Donetsk, Olimpik Donetsk e Shakhtar Donetsk), se viram impossibilitados de mandar os jogos em seus estádios durante toda a temporada, mudando os mandos de jogos para Lviv e Kiev.

## Classificação
Atualizado em 23/05/2015
| Pos | Equipes               | Pts | J  | V  | E  | D  | GM | GS | SG  | Classificação ou rebaixamento        |
| --- | --------------------- | --- | -- | -- | -- | -- | -- | -- | --- | ------------------------------------ |
| 1   | Dynamo Kyiv           | 66  | 26 | 20 | 6  | 0  | 65 | 12 | 53  | Liga dos Campeões da UEFA de 2015–16 |
| 2   | Shakhtar Donetsk      | 56  | 26 | 17 | 5  | 4  | 71 | 21 | 50  | Liga dos Campeões da UEFA de 2015–16 |
| 3   | Dnipro Dnipropetrovsk | 54  | 26 | 16 | 6  | 4  | 47 | 17 | 30  | Liga Europa da UEFA de 2015–16       |
| 4   | Zorya Luhansk         | 45  | 26 | 13 | 6  | 7  | 40 | 31 | 9   | Liga Europa da UEFA de 2015–16       |
| 5   | Vorskla Poltava       | 42  | 26 | 11 | 9  | 6  | 35 | 22 | 13  |                                      |
| 6   | Metalist Kharkiv      | 35  | 26 | 8  | 11 | 6  | 34 | 32 | 2   |                                      |
| 7   | Volyn Lutsk           | 34  | 26 | 9  | 7  | 10 | 38 | 44 | -6  |                                      |
| 8   | Metalurh Donetsk      | 28  | 26 | 6  | 10 | 10 | 27 | 38 | -11 |                                      |
| 9   | Metalurh Zaporizhya   | 26  | 26 | 6  | 8  | 12 | 20 | 40 | -20 |                                      |
| 10  | Olimpik Donetsk       | 26  | 26 | 7  | 5  | 14 | 24 | 64 | -40 |                                      |
| 11  | Chornomorets Odessa   | 20  | 26 | 3  | 11 | 11 | 15 | 31 | -16 |                                      |
| 12  | Hoverla Uzhhorod      | 19  | 26 | 3  | 10 | 13 | 22 | 47 | -25 |                                      |
| 13  | Karpaty Lviv*         | 15  | 26 | 5  | 9  | 12 | 22 | 31 | -9  |                                      |
| 14  | Illichivets Mariupol  | 19  | 26 | 3  | 5  | 18 | 25 | 55 | -30 | Rebaixado                            |

- O Karpaty Lviv perdeu 9 pontos.